# Oruchuban Ebichu
Oruchuban Ebichu (おるちゅばんエビちゅ?  lit. Ebichu cuida la casa) es un manga creado por Risa Itou publicado por Futabasha Publishers. También cuenta con una adaptación al anime, la cual fue producida por Gainax y animada por la misma en conjunto con Group TAC, que fue transmitida por DirecTV Japón, y además era uno de los tres animes que hacían parte de un programa llamado Anime Ai no Awa Awa Hour. Fue transmitida en Japón desde el 1 de agosto de 1999 hasta el 1 de octubre de ese mismo año.
Orochuban Ebichu es un programa dirigido al público adulto, debido a su explícita violencia, lenguaje ofensivo, y escenas de sexo explícito de las cuales solo podrían mostrarse por DirecTV Japón. La versión inédita solo puede encontrarse en DVD. El programa está hecho con un estilo de arte muy simple, y su contenido sexual está dirigido más hacia el género de comedia, lo que se considera ecchi, que a un género fetichista como el fanservice.

## Argumento
Ebichu es una hámster muy hiperactiva, parlante, simpática y llena de energía, que trabaja como ama de casa. Ella es sumamente devota a su muy indiferente dueña, la cual trabaja como recepcionista en una oficina (Office Lady); su dueña tiende a abusar de ella, y a veces termina por golpearla, debido a que Ebichu tiende a avergonzar a su dueña contando cosas muy personales de ella.
La dueña de Ebichu tiene un novio, al que Ebichu llama comúnmente como kaishounachi (que traducido significa inútil); un mujeriego, borracho, desvergonzado y mentiroso sujeto, el cual lastima emocionalmente a la dueña de Ebichu con frecuencia.
Durante la historia, aparecerán más personajes extremadamente raros, que darán un toque de comedia a la historia.

## Personajes
Ebichu
Una hámster hembra muy hiperactiva que se encarga de cuidar la casa de su ama. Frecuentemente es golpeada por su ama, ya que tiene la mala costumbre de contar cosas privadas de su dueña. Tiene una fijación por el queso camembert. En algunos capítulos se convierte en Ebichuman, un héroe de índole sexual.
La ama
La dueña de Ebichu. Una oficinista de 25 años, que fuma, bebe y golpea constantemente a Ebichu. Está enamorada de un chico al que Ebichu llama kaishounachi (incompetente). 
Kaishounachi
Es el novio de la ama de Ebichu, al que simplemente se le llama kaishounachi (inútil en japonés), siempre le es infiel con otras mujeres. Suele excusarse diciendo que tiene que levantarse temprano para no pasar la noche con el ama de Ebichu.
Maa-kun
Un amigo de kaishounachi, que está profundamente enamorado de Ebichu, al punto de pedirle a su novia vestirse como el hámster y de tener sueños con el animal.
La casera
Una mujer algo vieja que es la dueña del edificio donde Ebichu y su ama viven.
Los Kobayashi
Son una pareja de recién casados que se mudan al apartamento de al lado. Ebichu y su dueña suelen espiarles con frecuencia.
Watanabe-san
Es una amiga de la dueña de Ebichu. Siempre está sonriendo y a su alrededor se le ven flores. Por esto Ebichu la llama “Hanabatake” que significa jardin de flores, aunque en realidad se apellida Watanabe.

## Episodios
1. Mi dueña y Kaishounachi.
2. Kaishounachi y mi dueña.
3. Es primavera, después de todo.
4. Maa-kun se enamora.
5. El incidente del queso Camembert.
6. Ebichu se pone mala.
7. Mi dueña se resfria.
8. Ebichuman 1.
9. Ebichu esta en celo.
10. Maa-kun, ooooooh.
11. Los hombres son como burbujas de jabón.
12. Las cavidades y el corazón palpitan.
13. Mamá viene de visita.
14. Maa-kun, wowowowowooo.
15. Vamos a la playa.
16. Ebichuman 2.
17. Crecen pelos de la felicidad.
18. Maa-kun se viene.
19. Han llegado los recién casados.
20. Ha venido un ladrón.
21. De compras con los recién casados.
22. Ebichuman 3.
23. Definitivamente, su... su...
24. Puedes beber tanto como quieras